# Siegmund von der Marwitz
Siegmund von der Marwitz (* um 1586; † 1660) war ein brandenburgischer Hofbeamter.

## Leben
Marwitz war der Sohn von Peter von der Marwitz und dessen Ehefrau Anna von Sack. 1602 immatrikulierte sich Marwitz an der Universität Frankfurt/Oder.
Mit Wirkung vom 2. Juli 1608 wurde Marwitz durch Herzog Philipp II. von Pommern mit dem Dorf Peine belehnt.
Ab 1614 stand Marwitz als Jägermeister beim Markgrafen Christian Wilhelm von Brandenburg im Dienst.
1621 wurde Marwitz durch Fürst Ludwig I. von Anhalt-Köthen in die Fruchtbringende Gesellschaft aufgenommen. Der Fürst verlieh Marwitz den Gesellschaftsnamen der Anlockende und als Motto zum Vogeln. Als Emblem wurde ihm ein Ebereschenbaum mit seinen Beerlein, also die Eberesche (Sorbus aucuparia) zugedacht. Im Köthener Gesellschaftsbuch findet sich Marwitz' Eintrag unter der Nr. 39.
1660 starb der Jägermeister Siegmund von der Marwitz.